# تئوری‌های شیشه‌سازی
تئوری‌های شیشه‌سازی تئوری‌هایی هستند که علت‌ها و چگونگی ایجاد شیشه را بررسی می‌کنند و اکسیدهای شیشه‌ساز را طبقه‌بندی می‌کنند. این تئوری‌ها عمدتاً تلاش می‌کنند تا به این پرسش پاسخ دهند که کدام مواد می‌توانند شیشه تولید کنند و کدام مواد نمی‌توانند. تاکنون تئوری‌های مختلفی در مورد شیشه‌سازی مطرح شده‌است که هریک از آن‌ها رویکردهای متفاوتی دارند. به‌طور مثال برخی از تئوری‌ها با رویکرد ساختاری مواد شیشه‌ساز را مورد مطالعه قرار داده‌اند و برخی از تئوری‌ها نوع پیوند را مبنا قرار داده‌اند.

## تئوری‌ها با رویکرد ساختاری

### تئوری گلدسمیت
تئوری گلدسمیت که به نام ارائه‌دهندهٔ آن گلدسمیت (به انگلیسی: Goldschmidt) مشهور شده‌است، صرفاً مبتنی بر مشاهدات تجربی است و هیچ‌گونه دلایل علمی برای آن ارائه نشده‌است. این تئوری تنها در مورد مواد یونی می‌تواند مورد استفاده قرار بگیرد و در مورد موادی که دارای اتصالات بینابینی (یعنی مخلوطی از پیوندهای یونی و پیوندهای کووالانت) هستند قابل کاربرد نیست. به نظر گلدسمیت، بین توانایی شیشه‌سازی یک ماده و اندازهٔ نسبی کاتیون‌ها و آنیون‌ها رابطه وجود دارد. اکسیدهای شیشه‌ساز، اکسیدهایی هستند که نسبت شعاع کاتیون به آنیون در آن‌ها بین ۲٫۰ تا ۴٫۰ است. بلورهایی که از این وضعیت تبعیت می‌کنند، عدد همسایگی برابر ۴ دارند؛ یعنی در اطراف هر کاتیون در ساختار آن‌ها، چهار آنیون قرار می‌گیرد.
این تئوری پس از ارائه، مورد انتقاد قرار گرفت چراکه برخی از مواد مانند بریلیم اکسید که نسبت شعاع کاتیون به کاتیون در آن در محدودهٔ مورد نظر قرار دارد، از جمله مواد شیشه‌ساز محسوب نمی‌شوند.

### تئوری زاکاریاسن
تئوری زاکاریاسن یا تئوری شبکهٔ نامنظم، شیشه را (مانند بلور آن) متشکل از شبکه‌های سه‌بعدی گسترده می‌داند؛ با این تفاوت که شیشه دارای سلول واحدی بی‌نهایت بزرگ و دارای بی‌نهایت اتم است که هیچ‌کدام از آن‌ها از نظر ساختاری مشابه هم نیستند. بر طبق این نظریه، یک اکسید شیشه‌ساز است اگر:
1. هیچ آنیون اکسیژنی نباید به بیش از دو کاتیون وصل شود.
2. تعداد اکسیژن‌های اطراف کاتیون باید کم باشد.
3. چندوجهی‌های اکسیژن باید فقط رئوس خود را به اشتراک بگذارند و نه یال‌ها یا وجوه خود را.
4. دست کم باید سه وجه از وجوه چندوجهی به اشتراک گذاشته شود.

این تئوری علی‌رغم انتقادهای وارد بر آن، برای مدت زمان طولانی مورد پذیرش قرار داشت. اما امروزه مشخص شده‌است که شیشه‌های اکسیدی بسیاری می‌توانند ساخته شوند، بی‌آن‌که از قوانین زاکاریاسن پیروی کنند.

## تئوری‌ها با رویکرد نوع اتصال

### تئوری سمکال
تئوری سمکال بیان می‌کند که لازمه شیشه‌ساز بودن یک ماده، حضور پیوندهای مخلوط در آن ماده است و لذا ترکیباتی که دارای پیوندهای کاملاً کووالانت، یونی یا فلزی هستند از فهرست مواد شیشه‌ساز حذف می‌شوند. بر طبق این نظریه، مواد شیشه‌ساز در سه گروه تقسیم‌بندی می‌شوند:
1. ترکیبات غیرآلی مانند دی‌اکسید سیلیسیم و بور تری‌اکسید که اتصالات A-O آن‌ها یونی-کووالانت است.
2. عناصری مانند سلنیم و گوگرد که دارای ساختارهای زنجیری هستند و داخل هر زنجیر پیوندهای کووالانت وجود دارد و زنجیرها با پیوند واندروالس به یکدیگر متصل شده‌اند.
3. ترکیبات آلی حاوی مولکول‌های بزرگ که در داخل هر مولکول اتصالات کووالانت و بین مولکول‌ها نیروهای واندروالس برقرار است.

### تئوری استانورث
در تئوری استانورث (به انگلیسی: Stanworth)، الکترونگاتیویته به‌عنوان معیاری برای تشخیص شیشه‌ساز بودن مواد پیشنهاد شده‌است. هرچه اختلاف الکترونگاتیویتهٔ دو عنصر کمتر باشد، پیوند حالت کووالانسی بیشتر خواهد داشت و خاصیت شیشه‌سازی ماده کمتر است. با مطرح‌شدن این تئوری، گروه جدیدی از شیشه‌ها بر مبنای دی‌اکسید تلوریم (TeO2) شناسایی گردید. اما این تئوری نیز نتوانست معیار کامل و مورد اعتمادی برای شیشه‌ساز بودن مواد ارائه دهد.

## تئوری‌ها با رویکرد استحکام اتصال

### تئوری سان
طبق این نظریه که نخستین بار توسط سان (به انگلیسی: Sun) مطرح شد، استحکام اتصال پیوند بین اتم‌ها در اکسیدهای شیشه‌ساز، بیش از ۸۰ کیلوکالری بر مول است. این استحکام در مورد اکسیدهای دگرگون‌ساز، کمتر از ۶۰ کیلوکالری بر مول است.

### تئوری راوسون
در تئوری راوسون (به انگلیسی: Rawson)، نسبت استحکام اتصال به نقطهٔ ذوب را به‌عنوان معیاری برای شناسایی اکسیدهای شیشه‌ساز معرفی می‌کند. علت استفاده از این نسبت آن است که اگرچه استحکام پیوند بین اتم‌ها بر شیشه‌ساز بودن ماده تأثیرگذار است، اما میزان انرژی گرمایی در دسترس نیز بر این ویژگی تأثیر دارد. میزان انرژی حرارتی در دسترس به نقطهٔ ذوب ماده بستگی دارد.

## تئوری کینتیکی
طبق این نظریه، تبدیل شدن یک ماده به شیشه، از یک سو به سرعت جوانه‌زنی و رشد بلور و از سوی دیگر به سرعت خارج کردن انرژی گرمایی از سیستم بستگی دارد. طبق این نظریه، در هر دسته از مواد با هر نوع پیوند اعم از پیوندهای یونی، کووالانت، فلزی، واندروالس و هیدروژنی می‌توان مواد شیشه‌ساز یافت؛ بنابراین طبق این نظریه، هر ماده‌ای می‌تواند تبدیل به شیشه شود به شرطی که با سرعت کافی سرد شود.